# Округ Берналило (Њу Мексико)
Берналило (енгл. Bernalillo County) је округ у америчкој савезној држави Њу Мексико.

## Демографија
По попису из 2010. године број становника је 662.564, што је 105.886 (19,0%) становника више него 2000. године.
| Група             | 2000.           | 2010.           |
| Белци             | 268.972 (48,3%) | 274.862 (41,5%) |
| Афроамериканци    | 15.401 (2,8%)   | 19.652 (3,0%)   |
| Азијати           | 10.751 (1,9%)   | 15.525 (2,3%)   |
| Хиспаноамериканци | 233.565 (42,0%) | 317.089 (47,9%) |
| Укупно            | 556.678         | 662.564         |